# 2018年名護市長選挙
2018年名護市長選挙（2018ねんなごしちょうせんきょ）は、2018年（平成30年）1月28日に告示され、同年2月4日に執行された沖縄県名護市の市長選挙である。

## 概要
2014年の名護市長選挙で再当選し、市長に就任した稲嶺進の任期満了に伴い行われた選挙である。
名護市は普天間飛行場の移転先候補地である辺野古を抱えており、沖縄県宜野湾市の普天間飛行場の辺野古移設を着実に進めたい安倍晋三政権と、辺野古移設反対を主張する翁長雄志知事率いる「オール沖縄」勢力との「代理戦争」として位置づけられ、同年秋に控える沖縄県知事選の前哨戦として両陣営は国政選挙並みの総力戦を展開し、全国的に高い注目を集めた。
2017年7月27日、現職5期目の名護市議会議員の渡具知武豊は、地元県議や野党市議らでつくる候補者選考委員会幹事会で次期市長選に立候補する意向を表明。同年8月23日、現職の稲嶺は3選出馬を表明。8月、首相官邸サイドは渡具知の擁立に難色を示し、党県連は女性を軸に別の候補者を模索するも、人選は難航。10月10日の衆院選公示を前に時間切れとなり、10月4日付で渡具知の推薦を決めた。
2018年1月28日、名護市長選挙告示。渡具知は無所属で自由民主党、公明党、日本維新の会の推薦を受け立候補した。選挙に際して渡具知陣営には二階俊博自由民主党幹事長、菅義偉内閣官房長官、小泉進次郎自民党筆頭副幹事長ら政権幹部が続々と応援に入り、小泉は「知事と政府の代理戦争ではなく、町づくりのための政策論争だ」と強調し、「もう代理戦争は終わらせよう」と訴えたほか、「自主投票」とした前回の選挙で投票先が二分していた公明党は2000〜2500票あるとされる基礎票を今回は渡具知に一本化したほか、支持母体である創価学会も動員し、同会の原田稔会長や幹部を沖縄入りさせるなどの総力戦を展開した。一方の稲嶺陣営は翁長知事ら「オール沖縄」勢力に加え、志位和夫日本共産党委員長、小沢一郎自由党代表、吉田忠智社民党党首、増子輝彦民進党幹事長、辻元清美立憲民主党国対委員長、山本太郎自由党共同代表などが応援に入り、基地移設反対を訴えた。
同年2月4日の投開票の結果、新人で移設容認派の渡具知が現職で移設反対を掲げる稲嶺を破り、初当選を決めた。この敗北により「地元の民意」を移設反対の理由としてきたオール沖縄及び翁長には痛手となった。

## 基礎データ
- 選挙事由：任期満了
- 告示日：2018年1月28日
- 投票日：2018年2月4日

## 立候補者
立候補届出順。
| 候補者名   | 生年月日      | 年齢 | 性別 | 所属党派 | 推薦・支持                                                             | 新旧別 | 前職           |
| ---------- | ------------- | ---- | ---- | -------- | ---------------------------------------------------------------------- | ------ | -------------- |
| 稲嶺進     | 1945年7月17日 | 72   | 男   | 無所属   | 社民党・日本共産党・自由党・沖縄社会大衆党・民進党推薦、立憲民主党支持 | 現     | 現職市長       |
| 渡具知武豊 | 1961年8月12日 | 56   | 男   | 無所属   | 自由民主党・公明党・日本維新の会推薦                                   | 新     | 名護市議会議員 |

## 選挙結果
各候補の得票率
2月4日に行われた投開票は、午後8時に投票が締め切られ、午後9時から開票作業が始まった。最終投票率は76.92%で、前回より微増し、期日前投票者数は異例の当日有権者の44.4%に当たる過去最多の計2万1660人（男性10,235人、女性11,425人）に上った。
開票結果は下記の通り。
※当日有権者数：49,372人 最終投票率：76.92%（前回比：＋0.21pts）
| 候補者名   | 年齢 | 所属党派 | 新旧別 | 得票数   | 得票率 | 推薦・支持                                            |
| ---------- | ---- | -------- | ------ | -------- | ------ | ----------------------------------------------------- |
| 渡具知武豊 | 56   | 無所属   | 新     | 20,389票 | 54.63% | （推薦）自民・公明・維新                              |
| 稲嶺進     | 72   | 無所属   | 現     | 16,931票 | 45.36% | （推薦）社民・共産・自由・沖縄社大・民進 （支持）立憲 |

## 選挙の争点
現職の稲嶺は2010年、2014年の市長選に引き続き辺野古への移設反対を表明し、社民党・日本共産党・自由党・沖縄社会大衆党・民進党の推薦と立憲民主党の支持を受け、再選を目指して出馬。辺野古への基地移設反対を前面に出して訴えると共に、ネオパークオキナワに中国からパンダを誘致し観光資源にする等の公約を訴えた。一方、辺野古への移設を容認する姿勢を過去に示していた新人で元名護市議の渡具知は自民党・公明党・日本維新の会からの推薦を受け立候補、辺野古移設を争点とせず「国と県の裁判を見守る」とし、市民生活の向上や経済振興などを争点として強調した。

## その他
- 「公選法特区」と呼ばれ、選挙となれば無法地帯の如く違反がまかり通る他の沖縄の選挙[27]の例に漏れず、両陣営の公職選挙法違反報告が多数なされた[28][29]。
  - 幟の違法設置、候補者を誹謗中傷するビラなど、両陣営に公職選挙法に抵触する恐れのある行為が行われ、名護警察署による警告は69件に上っている[30]。
  - 2018年8月27日時点でも、名護市内には公職選挙法に違反する横断幕や幟が撤去されずに残されている[30]。
- 当選後、渡具知は結果について「複雑な民意が示された」「私を支持した人も辺野古の移設については反対する人がおそらく何％かいたと思います」[31]「国にべったりとはいかない。一定の距離感を置いて基地問題と向き合う」と述べた[32]。
- 沖縄タイムスは、世論調査で基地移設反対派が多数を占めながら稲嶺が当選しなかった選挙結果を「民主主義の敗北」と論じ、外堀を埋めることであきらめムードを醸成されたことが稲嶺の落選につながったと安倍政権を批判した[33]。ただし、NHKが期日前投票所で行った出口調査では、調査に対し「（基地移設）賛成」と答えづらい雰囲気があった、「やや反対」とする者の中に他の政策（景気対策など）を考慮したなどの声があったとし、他の要素も併せて取材の中で渡具知の当選の可能性を察知していた[16]。
- 出口調査では60代以上は稲嶺支持が多数、50代以下は渡具知支持が多数と、世代を境に支持が分かれた[16]。新田哲史は、これまで沖縄では寡占状態となっている沖縄タイムス、琉球新報が両紙似たような論調で世論形成を行ってきたが、新聞を定期購読しない、または定期購読しなくなりつつある世代が、インターネットを使って自分たちで情報を得て投票判断を決めたことから、風向きが変わったのではないかと推測している[34]。
- 出口調査では稲嶺優勢とされていた。ただし、共同通信、琉球新報、沖縄タイムス共同による投票日の出口調査は回答拒否率が49.7%となっていた[35]。
- ジャーナリストの目黒博は選挙結果について以下の要因を挙げている[35]。
  - 公明党が渡具知を推薦し、維新の会も渡具知を推薦したことで、両者の票の差が縮まったと推測されている。
  - 名護市民の中に「辺野古疲れ」が見られた。同時に行われた名護市議補選（渡具知の市議辞職に伴う）でも、反基地活動家として有名な候補が保守系の新人候補に大差で敗れている。
  - 有権者が「基地問題」より「生活」への取り組みを求めた。
  - 「オール沖縄」にまとまりが無い。保革相乗りであり、それぞれのグループ間の主張の隔たりが大きい。全体を束ねる存在もないので各グループで独自に選挙運動を行っていた。
  - 応援弁士の差。渡具知の応援を行った小泉進次郎は名護市のゴミ問題を採り上げ、高校、中学、名産物を採り上げるなど市民に聞きやすい内容であったのに対し、稲嶺陣営側の志位和夫、福島瑞穂らは基地問題、安倍政権との対決に終始し、前述の「辺野古疲れ」を倍加させたのではないかと推測される。1月31日の小泉進次郎演説を境として、渡具知が優勢に転じたと見る向きもある。
  - 高齢者中心の稲嶺陣営がSNSを苦手としているのに対し、渡具知陣営の若者たちはSNSを駆使し、訴えを拡散した。一例として前述の小泉進次郎による応援演説の情報拡散などが挙げられる。
  - 稲嶺がパンダ誘致を公約に挙げたが、これが不評だった。誘致先はネオパークオキナワが想定されていたが、ネオパークオキナワは経営難に悩んでおり、年間数億円になるとも言われるパンダの飼育料やレンタル料については、稲嶺陣営からは何の説明も行われなかった。また、パンダ誘致については、稲嶺陣営の後援会にも知らされていなかった。
  - 前回選挙で稲嶺が圧勝したこともあり、無名市議であった渡具知に対する慢心が稲嶺陣営にあった。上述の投票日の出口調査を含め、事前の各種世論調査では辺野古移設反対が一貫して60%から70%を占めていた。これは出口調査と同じく回答拒否率が高いという要因もある。